# Беневан-л’Аббеи
Бенева́н-л’Аббеи́ (фр. Bénévent-l'Abbaye, окс. Benavent) — коммуна во Франции, находится в регионе Лимузен. Департамент коммуны — Крёз. Входит в состав кантона Беневан-л’Аббеи. Округ коммуны — Гере.
Код INSEE коммуны — 23021.

## Население
Население коммуны на 2010 год составляло 843 человека.
| 1962 | 1968 | 1975 | 1982 | 1990 | 1999 | 2010 |
| ---- | ---- | ---- | ---- | ---- | ---- | ---- |
| 1142 | 1074 | 1106 | 1023 | 837  | 824  | 843  |

## Экономика
В 2010 году среди 453 человек трудоспособного возраста (15—64 лет) 331 были экономически активными, 122 — неактивными (показатель активности — 73,1 %, в 1999 году было 65,6 %). Из 331 активных жителей работали 289 человек (159 мужчин и 130 женщин), безработных было 42 (21 мужчина и 21 женщина). Среди 122 неактивных 34 человека были учениками или студентами, 54 — пенсионерами, 34 были неактивными по другим причинам.